# Нижние Бурнаши
Ни́жние Бурна́ши (чув. Анат Пăрнаш) — деревня в Ядринском районе Чувашской Республики.  Входит в состав Ювановского сельского поселения.

## География
Находится в северо-западной части Чувашии, на расстоянии приблизительно 25 км на северо-восток по прямой от районного центра города Ядрин.

## История
Известна с 1795 года, когда в ней было 13 дворов. В 1858 году было 105 жителей, в 1906 – 30 дворов, 155 жителей, в 1926 – 38 дворов, 179 жителей, в 1939 – 186 жителей, в 1979 – 138. В 2010 году было 35 дворов, 2010 – 34 домохозяйства. В 1930 году был образован колхоз «Ударник», в 2010 действовало СХП «Родина».

## Население
Постоянное население составляло 101 человек (чуваши 98%) в 2002 году, 89 в 2010.